# Sol (Band)
Sol ist eine 2004 gegründete Post-Industrial- und Funeral-Doom-Band.

## Geschichte
Sol wurde 2004 von Emil Brahe als Soloprojekt in Aarhus initiiert. Viele der Veröffentlichungen des Projektes wurden von einer unterschiedlichen Musikern aus der klassischen Musik und dem Metal- und Post-Industrial-Umfeld der Heimatregion Brahes unterstützt. Über den Verlauf der Karriere kooperierte Sol mit Firmen wie Ván Records, Paradigms Recordings, Cold Spring Records, Avantgarde Music, Weird Truth Productions und Archaic Sound. Split- und Kollaborationspartner fand das Projekt unter anderem in den Projekten Grívf und Blóðtrú mit deren Musikern Brahe, eigenen Angaben folgend langjährig befreundet war. Hinzukommend kooperierte Brahe mit Begräbnis und mehrfach mit Danny Kreutzfeldt und dem von diesem geführten Netlabel Drowning. Auftritte absolvierte Brahe mit Sol selten und überwiegend in Aarhus.

## Stil und Inhalt
Brahe agiert mit einer Vielzahl an folkloristischen Instrumenten, die er zumeist selbst einspielt, negiert jedoch einen Bezug zu dem mit diesen Elementen im Metal und Industrial-Umfeld assoziierten Paganismus. Anstelle einer religiösen Zuordnung stellt er die lyrische Konzeption in den Kontext eines subjektiven Nihilismus.
Als musikalische Einflüsse benennt er Saturnus, Leonard Cohen, Richard Wagner, Carl Orff, Wolfgang Amadeus Mozart, Tom Waits, Pink Floyd, Der Blutharsch, Coil, Current 93, Death in June, Vildensky, Acid Mothers Temple, Forseti, Brighter Death Now, Darkthrone, Mayhem, Burzum, OM, Black Sabbath, Autopsy, Gigandhi, Iron Monkey und Sunn O))). In diesem Kontext bezeichnet er das Sunn-O)))-Album Monoliths & Dimensions als eines der besten je geschaffenen Alben überhaupt.
Anfänglich als Funeral-Doom-Projekt begonnen variierte Brahe fortwährend den mit Sol gespielten Stil, insbesondere unter dem Einfluss diverser Spielweisen des Post-Industrial wie Dark Ambient, Martial Industrial und Neofolk. Ebenso griff Brahe gelegentlich auf stilistische Elemente des Black Metal und Drone Doom zurück. Resultierend beschreibt Frédéric Cerfvol für Doom-Metal.com die kreative Freiheit als konstantes Leitmotiv des Projektes. Die Band wird in der Datenbank des gleichen Webzines als „einzigartig ungezähmtes Projekt, das Akkordeon, Banjo und abwechslungsreiche und originelle Gitarrenmuster“ kombiniert. Der Klang werde häufig „bis zur Unkenntlichkeit“ verzerrt und von tiefem Growling begleitet. Dabei wird diese Beschreibung nur als Facette in den unterschiedlichen Spielformen der Band betrachtet.

## Diskografie
| Alben - 2007: Let There Be a Massacre (Album, Ván Records) - 2008: I Am Infinity (Album, Ván Records) - 2011: Offer Thy Flesh to the Worms (Album, Ván Records) - 2011: Black Cloud of Becoming (MC-Album, Golem Tapes) - 2012: This Realm Is Free and Remains Eternal (Album, Cain Records) - 2013: And the Mouth of Time Is Open (Download-Album, Drowning) - 2015: Where Suns Come to Die (Album, Cold Spring Records) - 2016: The Storm Bells Chime (Album, Avantgarde Music) - 2018: Before We Disappear (Album, Ván Records) | Singles und EPs - 2012: Beast of Riddles, Monster of Light (EP, Archaic Sound) | Split- und Kollaborations-Veröffentlichungen - 2010: Old Europa Death Chants (Split-EP mit Blóðtrú, Paradigms Recordings) - 2011: Iss/The Great Plague Imperium (Split-EP mit Grívf, Archaic Sound) - 2012: The Earth Rises All Green (Kollaborations-Album mit Blóðtrú, Ván Records) - 2012: Total Drowning (Download-Split-Album mit Ainshval, i AM esper, Wyrm, Outer Nothingness und Omar Garita, Drowning) - 2016: Sol/Begräbnis (Split-EP mit Begräbnis, Weird Truth) |